# Yoldiella subangulata
Yoldiella subangulata är en musselart som först beskrevs av Addison Emery Verrill och Katharine Jeanette Bush 1898.  Yoldiella subangulata ingår i släktet Yoldiella och familjen Yoldiidae. Inga underarter finns listade i Catalogue of Life.